# 저롬 이긴라
저롬 아서리 아데쿤레 티그 주니어 엘비스 이긴라(영어: Jarome Arthur-Leigh Adekunle Tig Junior Elvis Iginla, 1977년 7월 1일~)는 캐나다의 은퇴한 아이스하키 선수로 현역 시절 포지션은 라이트윙이다. 내셔널 하키 리그의 캘거리 플레임스에서 대부분의 프로 경력을 보냈고, 이후에 피츠버그 펭귄스, 보스턴 브루인스, 콜로라도 애벌랜치, 로스앤젤레스 킹스의 일원으로 활약하면서 1500번이 넘는 경기에 출전했다.

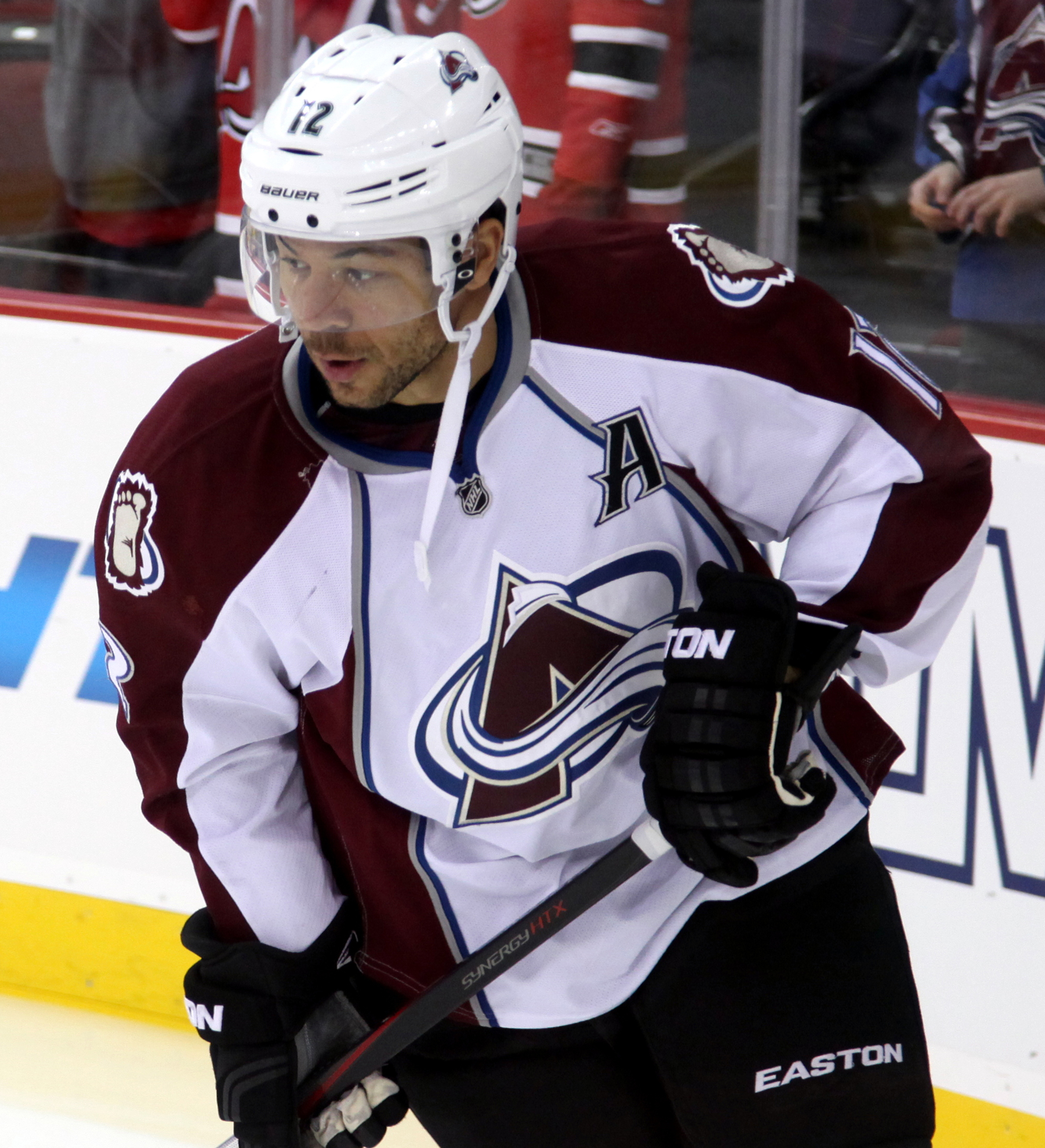
2014년 11월 콜로라도 애벌랜치 소속 시절의 이긴라

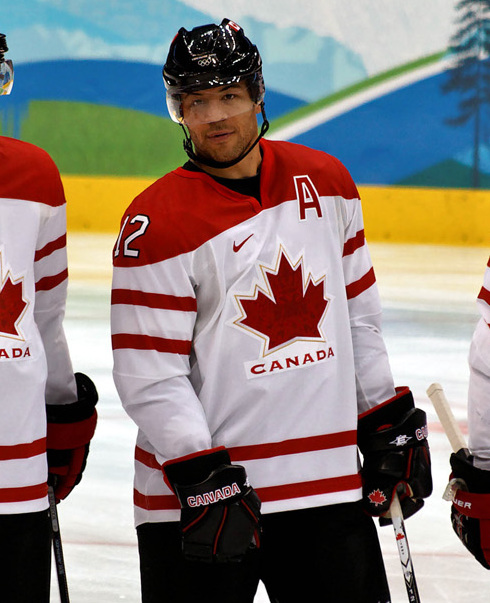
2010년 동계 올림픽 결승전 당시의 이긴라